# 聖母子とパドヴァの聖アントニウス、聖ロクス
『聖母子とパドヴァの聖アントニウス、聖ロクス』（せいぼしとパドヴァのせいアントニウス、せいロクス、西: Virgen y el niño con San Antonio de Padua y San Roque, 英: Madonna and Child with St Anthony of Padua and St Roch）は、イタリア、ルネサンス期のヴェネツィア派の巨匠ティツィアーノ・ヴェチェッリオが1508年ごろに制作した絵画である。油彩。ジョルジョーネの影響が色濃い最初期の宗教画で、おそらくヴェネツィアのサン・ロッコ教会のサン・アトニオ・スクオーラ（Scuola di San Antonio）のために制作された。長らくジョルジョーネの作品と考えられていたが、20世紀初頭にティツィアーノに帰属された。現在はマドリードのプラド美術館に所蔵されている。

## 主題

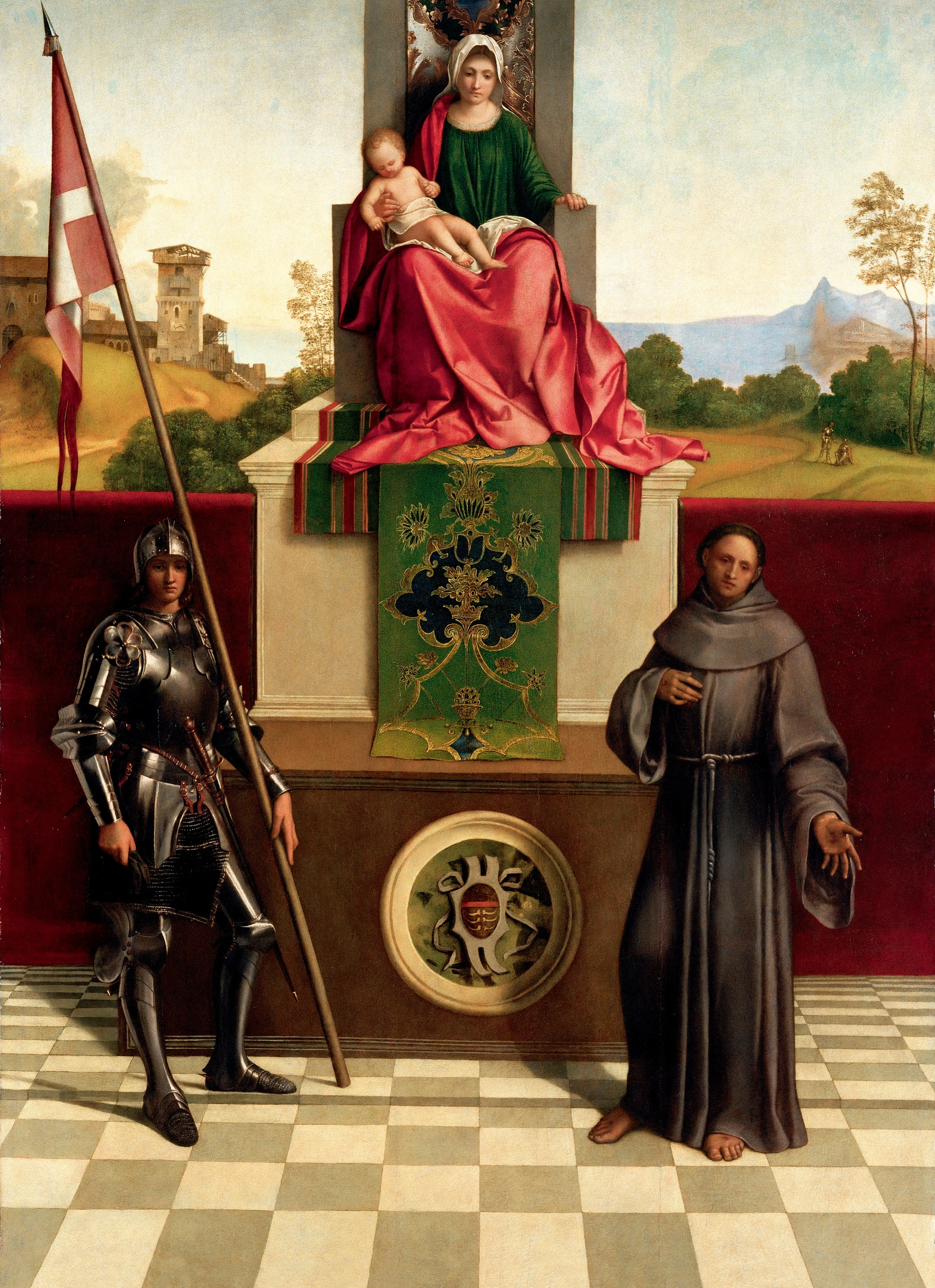
ジョルジョーネの『カステルフランコ祭壇画』。

主題として描かれているのは聖母子と2人のカトリックの聖人、パドヴァの聖アントニウスと聖ロクスである。聖アントニウスはリスボンの出身で、アッシジの聖フランチェスコの同時代人であり、フランチェスコ会に入って聖フランチェスコの友人になった。文筆と説教に優れ、多くの旅をしたのちパドヴァで没した。アトリビュートは炎、燃える心臓、書物、花が咲いた十字架、純潔の象徴である百合などである。聖ロクスはモンペリエ出身の出身で、ペストの患者を看病するためヨーロッパを旅し、自身も疫病にかかって苦しんだ。死後は伝染病患者の守護聖人として信仰を集めた。美術では服の裾をまくりあげてペストの兆候である大腿の黒斑を見せる姿で表現される。

## 作品
幼児キリストを抱えた聖母は画面の中央で緑のカーテンをバックに座っている。聖母子の両側にはパドヴァの聖アントニウスと聖ロクスが立っている。画面左に立っているのは聖アントニウスである。フランチェスコ会の灰色の修道服に身を包んだ人物が聖アントニウスであることは足元に置かれた白い百合の花と1冊の書物で示されおり、彼を見つめる幼児キリストの視線を慎み深い態度で避けている。一方、画面の右側に立っているのは聖ロクスであり、側面像として描かれた聖ロクスは、杖を持ち、右足を石の上に乗せ、前かがみの姿勢で幼児キリストに穏やかな視線を向けながら、太腿のペストの黒斑を示している。
ティツィアーノはジョルジョーネがカステルフランコ・ヴェネト大聖堂のために制作した1505年ごろの祭壇画『玉座の聖母子と聖ニコシアス、聖フランチェスコ』（カステルフランコ祭壇画）を縮小し簡略化して描いている。ティツィアーノはジョルジョーネの作品から、人物像の対称的なピラミッド型の配置や、建築構造を含む正面からの場面設定、聖母の背後の背景といった種々の要素に加えて、ジョルジョーネに由来する顔つきと柔らかなスフマートの外観など、多くのインスピレーションを得ている。しかしジョルジョーネの祭壇画が近寄り難い孤高さを備えているのに対して、ティツィアーノの作品ではそれぞれの登場人物が互いに関連し合っている。聖母子像はジョヴァンニ・ベッリーニがヴェネツィアのサン・ザッカリーア教会のために制作した『サン・ザッカリーアの祭壇画』に由来し、一方で聖ロクスのポーズはヴェネツィア考古学博物館に所蔵されているキタラを演奏するアポロンの古代彫刻に由来している。
X線撮影による科学的調査は絵画が制作の途中で多くの変更が加えられたことを明らかにした。それらの変更から、もともと幼児キリストの視線は聖ロクスに向けられていたが、後から聖アントニウスに変更されたことが判明している。絵画は部分的に未完成のままとなっている。聖ロクスと幼児キリストが完成しているのに対して、聖母と背後の緑のカーテンは完成しておらず、風景の空や風景はほとんど描写されていない。

## 制作年と帰属
制作年はパドヴァの聖アントニウスが描かれている点から、ティツィアーノがパドヴァに滞在していた1511年に制作された可能性が示唆されていたが、近年はさらに以前の1508年ごろに位置づけられている。
帰属に関しては数世紀にわたってジョルジョーネの作品と見なされていたが、1904年に美術史家ヴィルヘルム・シュミット（Wilhelm Schmidt）がティツィアーノに帰属して以降は（ジョヴァンニ・モレッリやバーナード・ベレンソンなど一部の著名な研究者がジョルジョーネを主張しているにせよ）一般的にティツィアーノの初期の作品の1つであることが認められている。ただし現代の美術史家のうち、チャールズ・ホープはいまだ確定的ではないと考え、ポール・ホルバートン（Paul Holberton）はドメニコ・マンチーニがヴェネツィア南部のレンディナーラのサンタ・ソフィア教会のために1511年に制作した祭壇画との類似性からマンチーニの作品と考えている。おそらくマンチーニは本作品を知っていたのだろう。両者の間に類似点はあるが、マンチーニの品質はかなり劣っている。

## 来歴
本作品はおそらくアランデル伯爵夫人アレシア・ハワードのコレクションに含まれていた。1641年にナポリのメディーナ・デ・ラス・トレス公爵の所有するティツィアーノの作品として最初に記録された。メディーナ・デ・ラス・トレス公爵は絵画をスペイン国王フェリペ4世に贈り、フェリペ4世はエル・エスコリアル修道院に移した。1839年、プラド美術館に収蔵された。

## ギャラリー

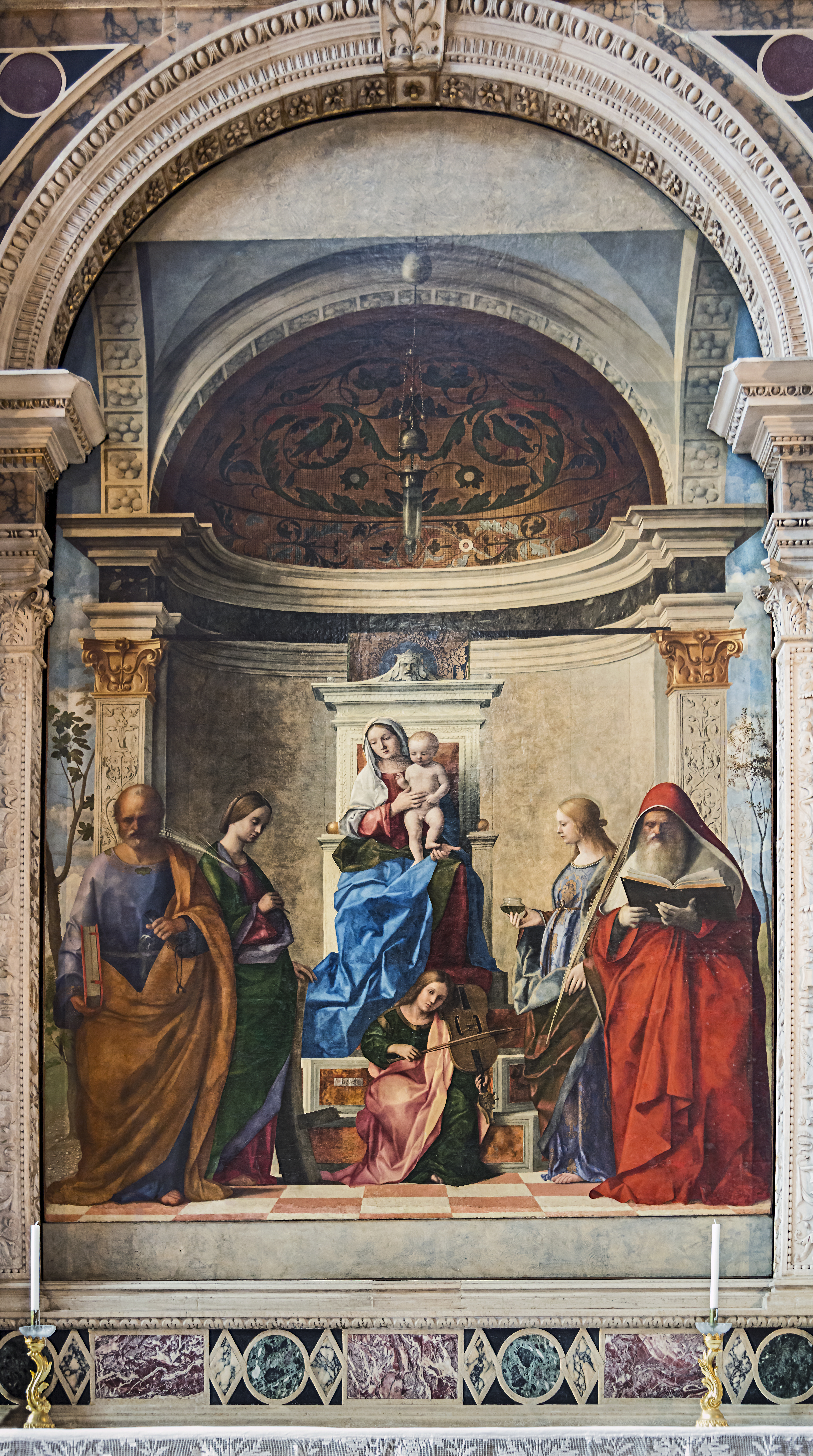
ジョヴァンニ・ベッリーニ『サン・ザッカリーアの祭壇画』
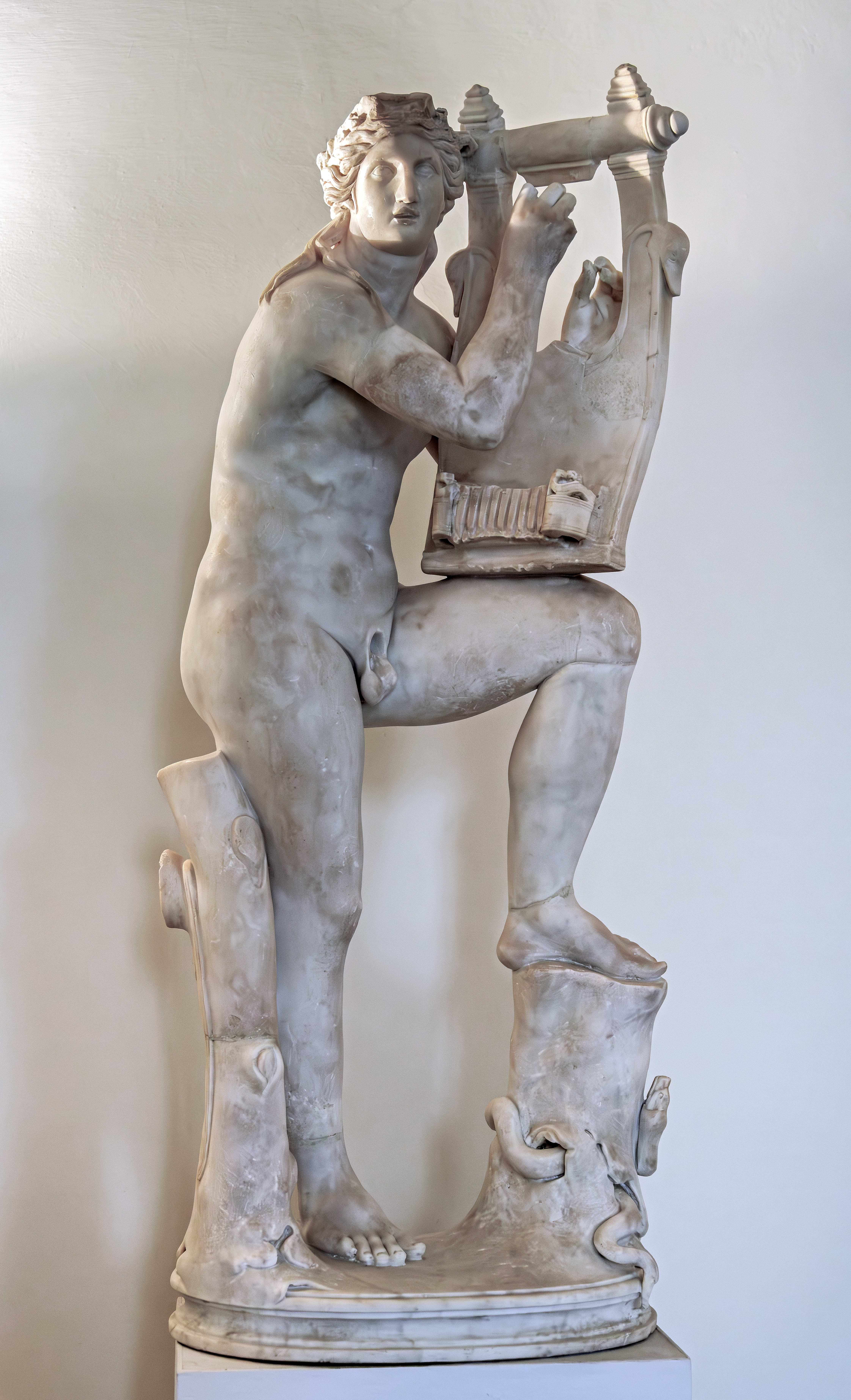
『キタラを演奏するアポロン』 ヴェネツィア考古学博物館（英語版）所蔵
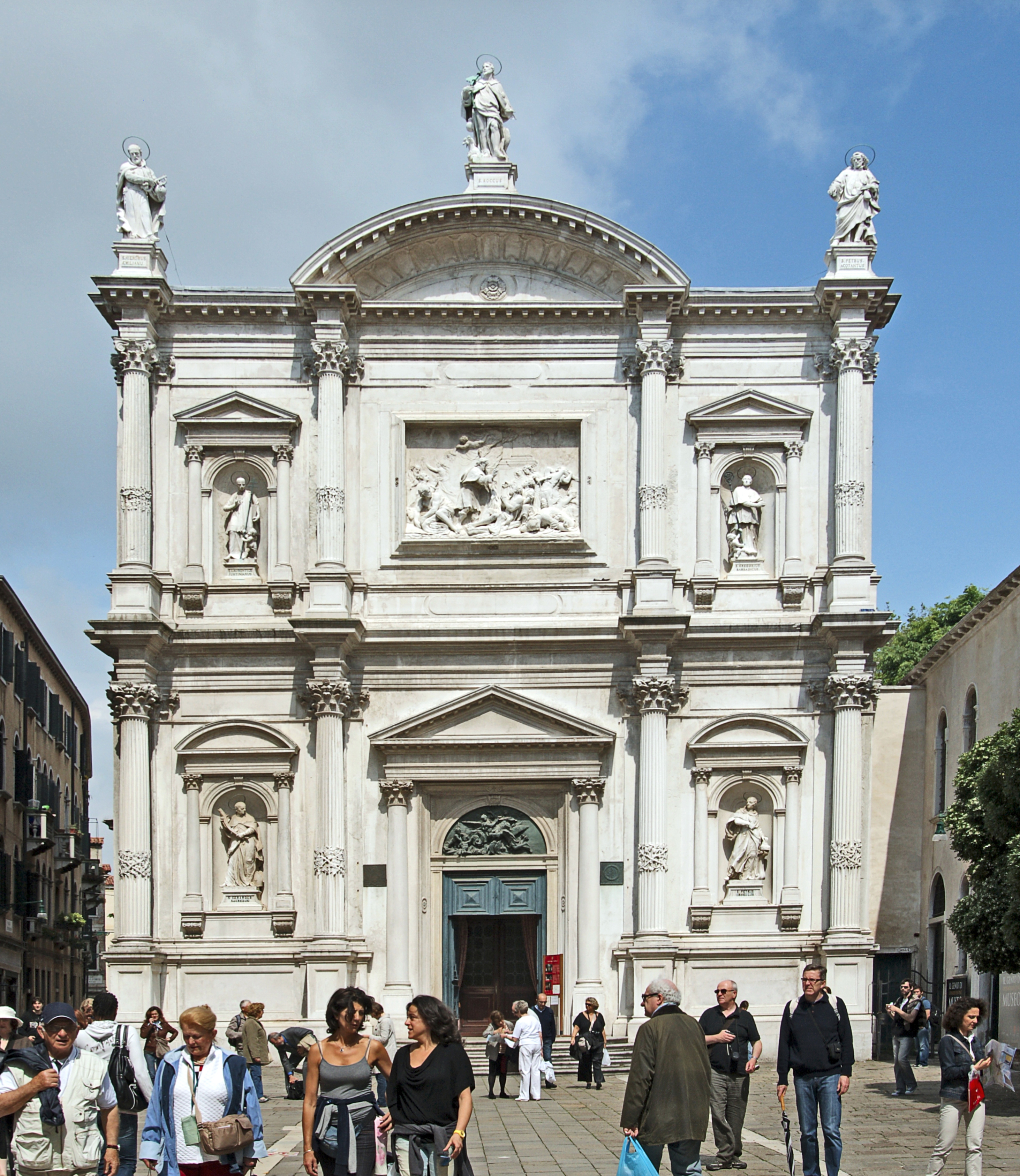
サン・ロッコ教会（英語版）